# Vorkosigan-Saga
Die Vorkosigan-Saga ist ein von Lois McMaster Bujold geschriebener Science-Fiction-Zyklus. Unter anderem wurden ein Roman mit dem Nebula Award, drei Romane mit dem Hugo Award und eine Erzählung sogar mit beiden Preisen ausgezeichnet. Die ganze Serie erhielt 2017 einen zusätzlichen Hugo als beste Serie.
Die meisten der Geschichten haben Miles Vorkosigan als Hauptfigur, einen infolge eines Anschlags auf seine mit ihm schwangere Mutter körperlich behinderten barrayaranischen Aristokraten, der im Laufe der Jahre zu einem der wichtigsten irregulären Mitarbeiter des Kaiserlichen Sicherheitsdienstes wird.

## Technische Anmerkungen
- Im Weiteren sind die Bücher und Geschichten der Chronologie der Handlung entsprechend aufgeführt (die Reihenfolge, in der sie veröffentlicht wurden, unterscheidet sich stark davon).
- Anthologien (anthology), Sammelbände (omnibus) und Sammlungen (collection) sind direkt hinter dem letzten enthaltenen, zum Zyklus gehörenden Werk (Roman [novel], Erzählung [novella], Kurzroman [novelette], Kurzgeschichte [short story]) platziert.
- Bei als shortfiction (novella, novelette, short story) katalogisierten Werken sind die Titel (wie vielfach zur Unterscheidung von gleichnamigen Anthologien, Sammelbänden, Sammlungen und Romanen üblich) in "gewöhnliche" Anführungszeichen eingeschlossen und nicht zusätzlich kursiv gesetzt.

## Einmal ganz durch, kurz und knapp
Die Autorin hat die zur Vorkosigan-Saga gehörenden Bücher und Geschichten nicht gerade der Reihenfolge der Handlung entsprechend geschrieben. Bei der Umsetzung auf Deutsch hat der Heyne-Verlag versucht, das „Chaos“ zu beheben – jedoch mit nur begrenztem Erfolg. Inzwischen sind aber eine ganze Reihe von Sammelbänden erschienen, die mit Rücksicht auf die Chronologie der Handlung zusammengestellt wurden. Nachfolgend wird kurz vorgestellt, was man an deutschsprachigen Ausgaben (sofern existent) lesen muss, um einmal komplett durch den Zyklus zu kommen.
| "Dreamweaver’s Dilemma"                      | englisch, enthalten in der Sammlung Dreamweaver’s Dilemma |
| Die Quaddies von Cay Habitat                 |                                                           |
| Cordelias Ehre                               | Scherben der Ehre                                         |
| Cordelias Ehre                               | Barrayar                                                  |
| Der junge Miles                              | Der Kadett                                                |
| Der junge Miles                              | "Die Berge der Trauer"                                    |
| Der junge Miles                              | Der Prinz und der Söldner                                 |
| Gefährliche Missionen                        | Cetaganda                                                 |
| Gefährliche Missionen                        | Ethan von Athos                                           |
| Gefährliche Missionen                        | "Labyrinth"                                               |
| Rahmenhandlung aus Grenzen der Unendlichkeit | für Hardcore-Fans, nicht separat veröffentlicht           |
| Der Doppelgänger                             | "Grenzen der Unendlichkeit"                               |
| Der Doppelgänger                             | Waffenbrüder                                              |
| Der Doppelgänger                             | Spiegeltanz                                               |
| Die Revolte                                  | Viren des Vergessens                                      |
| Die Revolte                                  | Komarr                                                    |
| Der Botschafter                              | Botschafter des Imperiums                                 |
| Der Botschafter                              | "Geschenke zum Winterfest"                                |
| Der Botschafter                              | Diplomatische Verwicklungen                               |
| Captain Vorpatril’s Alliance                 |                                                           |
| CryoBurn                                     |                                                           |
| Gentleman Jole and the Red Queen             |                                                           |

## "Dreamweaver’s Dilemma"
- "Dreamweaver’s Dilemma", 1996 (Kurzroman)
 enthalten in der Sammlung: Dreamweaver’s Dilemma

Dieser Kurzroman ist bisher nicht auf Deutsch erschienen.

## Falling Free
- Falling Free, 1988 (Roman)
 Die Quaddies von Cay Habitat, Heyne, 1995, ISBN 3-453-07965-5

| Award      | Kategorie | Platz     |
| ---------- | --------- | --------- |
| Hugo       | Roman     | nominiert |
| Locus      | SF-Roman  | 9         |
| Nebula     | Roman     | Gewinner  |
| Prometheus | Roman     | nominiert |

Zum Zwecke der Gewinnmaximierung wurden genetisch veränderte Menschen geschaffen. Doch als diese durch technologische Alternativen überflüssig werden, muss sich der Ausbilder Leo Graf entscheiden, was die Definition "Menschlichkeit" für ihn bedeutet.
Dieser Roman spielt 200 Jahre vor den anderen Handlungen.

## Shards of Honor
- Shards of Honor, auch: Shards of Honour, 1986 (Roman)
 Scherben der Ehre, Heyne, 1994, ISBN 3-453-07744-X
 Scherben der Ehre, Heyne, 1997, ISBN 3-453-12810-9
 Scherben der Ehre, enthalten im Sammelband: Cordelias Ehre

| Award | Kategorie | Platz |
| ----- | --------- | ----- |
| Locus | Debut     | 2     |

Cordelia Naismith, Betanische Raumschiffskapitänin, trifft auf den Barrayarner Aral Vorkosigan. Obwohl auf verschiedenen Seiten eines abscheulichen Krieges, entscheiden sie sich für ihre Ehre.

## "Aftermaths"
- "Aftermaths", 1986 (Kurzgeschichte)
 "Schaurige Ernte", enthalten in: Der Fensterjesus, Heyne, 1992, ISBN 3-453-05396-6

Bei dieser separat veröffentlichten Kurzgeschichte handelt es sich um den Epilog aus Shards of Honor, der für Cordelias Ehre neu übersetzt wurde. Wie der Titel ("Nachwirkungen" bzw. "Schaurige Ernte") schon andeutet, geht es um die „Aufräumarbeiten“ im Anschluss an den barrayaranischen Invasionsversuch auf Escobar.

## Barrayar
- Barrayar, 1991 (Roman)
 Barrayar, Heyne, 1993, ISBN 3-453-07227-8
 Barrayar, Heyne, 1997, ISBN 3-453-12811-7
 Barrayar, enthalten im Sammelband: Cordelias Ehre

| Award  | Kategorie             | Platz     |
| ------ | --------------------- | --------- |
| Hugo   | Roman                 | Gewinner  |
| Locus  | SF-Roman              | Gewinner  |
| Nebula | Roman                 | nominiert |
| Seiun  | internationaler Roman | nominiert |

Die Familie um den Regenten Aral Vorkosigan gerät in eine tödliche Verschwörung, die bis zum Bürgerkrieg ausartet.

## Cordelia’s Honor
- Cordelia’s Honor, 1996 (Sammelband)
 SB 01: Cordelias Ehre, Heyne, 2004, ISBN 3-453-52001-7

| - Shards of Honor - Barrayar - Nachwort der Autorin zu diesem speziellen Sammelband |

## The Warrior’s Apprentice
- The Warrior’s Apprentice, 1986 (Roman)
 Der Kadett, Heyne, 1993, ISBN 3-453-06602-2
 Der Kadett, Heyne, 1999, ISBN 3-453-14907-6
 Der Kadett, enthalten im Sammelband: Der junge Miles

| Award | Kategorie | Platz |
| ----- | --------- | ----- |
| Locus | SF-Roman  | 16    |

Miles wollte nur etwas Aufregung erleben und stolpert in einen interstellaren Krieg hinein.

## Test of Honor
- Test of Honor, 1987 (Sammelband)

| - Shards of Honor - The Warrior’s Apprentice |

Dieser Sammelband ist nicht auf Deutsch erschienen.

## "The Mountains of Mourning"
- "The Mountains of Mourning", 1989 (Erzählung)
 "Die Berge der Trauer", enthalten in: Grenzen der Unendlichkeit
 "Die Berge der Trauer", enthalten im Sammelband: Der junge Miles

| Award  | Kategorie | Platz    |
| ------ | --------- | -------- |
| Hugo   | Erzählung | Gewinner |
| Locus  | Erzählung | 4        |
| Nebula | Erzählung | Gewinner |

In einem abgelegenen Teil der Grafschaft Vorkosigan wurde ein Mord verübt. Miles kann das Verbrechen nur mithilfe seines einzigartigen Blickwinkels aufklären.

## "The Weatherman"
- "The Weatherman", auch: "Weatherman", 1990 (Erzählung)

| Award  | Kategorie | Platz     |
| ------ | --------- | --------- |
| Locus  | Erzählung | 16        |
| Nebula | Erzählung | nominiert |

Bei dieser separat veröffentlichten Erzählung handelt es sich um den ersten Teil von The Vor Game.

## The Vor Game
- The Vor Game, 1990 (Roman)
 Der Prinz und der Söldner, Heyne, 1994, ISBN 3-453-07274-X
 Der Prinz und der Söldner, enthalten im Sammelband: Der junge Miles

| Award | Kategorie             | Platz     |
| ----- | --------------------- | --------- |
| Hugo  | Roman                 | Gewinner  |
| Locus | SF-Roman              | 4         |
| Seiun | internationaler Roman | nominiert |

Miles erwirbt einzigartige Einblicke in die Befehlsgebung von Barrayar und kommt mit seinen Dendarii-Söldnern einem komplizierten interstellaren Komplott auf die Spur.

## Young Miles
- Young Miles, 1997 (Sammelband)
 SB 02: Der junge Miles, Heyne, 2005, ISBN 3-453-52014-9

| - The Warrior’s Apprentice - "The Mountains of Mourning" - The Vor Game - Nachwort der Autorin zu diesem speziellen Sammelband |

## Cetaganda
- Cetaganda, 1995 (Roman)
 Cetaganda, Heyne, 1999, ISBN 3-453-15644-7
 Cetaganda, enthalten in: Gefährliche Missionen

| Award        | Kategorie             | Platz     |
| ------------ | --------------------- | --------- |
| Locus        | SF-Roman              | 4         |
| Kurd Laßwitz | internationaler Roman | 11        |
| Seiun        | internationaler Roman | nominiert |

Ein diplomatischer Auftrag führt Miles in das Reich Cetaganda. Dabei wird er in ein interstellares Komplott verwickelt.

## Ethan of Athos
- Ethan of Athos, 1986 (Roman)
 Ethan von Athos, Heyne, 1995, ISBN 3-453-08569-8
 Ethan von Athos, enthalten in: Gefährliche Missionen

| Award | Kategorie             | Platz     |
| ----- | --------------------- | --------- |
| Seiun | internationaler Roman | nominiert |

Elli Quinn, Mitglied der Dendarii-Söldner, trifft auf den Abgesandten einer merkwürdigen ›Männerdomäne‹ mit überlebenswichtigem Auftrag.

## "Labyrinth"
- "Labyrinth", 1989 (Erzählung)
 "Labyrinth", enthalten in: Grenzen der Unendlichkeit
 "Labyrinth", enthalten im Sammelband: Gefährliche Missionen

| Award | Kategorie | Platz |
| ----- | --------- | ----- |
| Locus | Erzählung | 3     |

Miles und seine Dendarii-Söldner geraten auf Jackson’s Whole bei der Befreiung eines Wissenschaftlers in schwere Bedrängnis.

## Miles, Mystery & Mayhem
- Miles, Mystery & Mayhem, 2001 (Sammelband)
 SB 03: Gefährliche Missionen, Heyne, 2005, ISBN 3-453-52090-4

| - Cetaganda - Ethan of Athos - "Labyrinth" - Nachwort der Autorin zu diesem speziellen Sammelband |

## "The Borders of Infinity"
- "The Borders of Infinity", auch: "Borders of Infinity", 1987 (Erzählung)
 "Grenzen der Unendlichkeit", enthalten im Episodenroman (!): Grenzen der Unendlichkeit, 1996
 "Grenzen der Unendlichkeit", enthalten im Sammelband: Der Doppelgänger

| Award | Kategorie | Platz |
| ----- | --------- | ----- |
| Locus | Erzählung | 7     |

Miles gerät in ein gigantisches Militärgefängnis. Doch ohne Türen wird ein Entkommen schwierig …

## Dreamweaver’s Dilemma
- Dreamweaver’s Dilemma, 1996 (Sammlung)

| - "The Borders of Infinity" (Erzählung) - "The Adventure of the Lady on the Embankment" (Kurzroman) - "Barter", 1985 (Kurzgeschichte) - "Garage Sale" (Kurzgeschichte) - "The Hole Truth", 1986 (Kurzgeschichte) - "Dreamweaver’s Dilemma" (Kurzroman) - plus einige Artikel |

Diese Sammlung ist bisher nicht auf Deutsch erschienen.

## Brothers in Arms
- Brothers in Arms, 1989 (Roman)
 Waffenbrüder, Heyne, 1996, ISBN 3-453-11879-0
 Waffenbrüder, enthalten im Sammelband: Der Doppelgänger

| Award | Kategorie | Platz |
| ----- | --------- | ----- |
| Locus | SF-Roman  | 15    |

Auf der Erde wird Miles in einer lang geplanten Intrige gegen seinen Vater verwickelt und trifft dabei auf seinen 'Bruder' …

## Borders of Infinity
- Borders of Infinity, 1989 (Sammlung bzw. Episodenroman)
 Grenzen der Unendlichkeit, Heyne, 1996, ISBN 3-453-10915-5

| - "The Mountains of Mourning" - "Labyrinth" - "The Borders of Infinity" |

Die in dem Buch enthaltenen Erzählungen werden durch eine Rahmenhandlung miteinander verknüpft, in der Miles Vorkosigan dem Geheimdienstchef Simon Illyan Bericht erstattet. Diese verbindenden Sektionen sind zeitlich zwischen Brothers in Arms und Mirror Dance angesiedelt.
Dieses Buch wird zwar in der Regel als Sammlung aufgefasst, geht aber wegen der Rahmenhandlung über eine gewöhnliche Collection hinaus. Die Bezeichnung „Episodenroman“ träfe es wohl am besten.

## Vorkosigan’s Game
- Vorkosigan’s Game, 1990 (Sammelband)

| - The Vor Game - Borders of Infinity |

Dieser Sammelband ist nicht auf Deutsch erschienen.

## Mirror Dance
- Mirror Dance, 1994 (Roman)
 Spiegeltanz, Heyne, 1997, ISBN 3-453-12670-X
 Spiegeltanz, enthalten im Sammelband: Der Doppelgänger

| Award        | Kategorie             | Platz    |
| ------------ | --------------------- | -------- |
| Hugo         | Roman                 | Gewinner |
| Locus        | SF-Roman              | Gewinner |
| Kurd Laßwitz | internationaler Roman | 8        |

Miles’ Bruder, Mark, bricht mit den Dendarii-Söldnern zu einer Befreiungsaktion nach Jackson’s Whole auf. Bei der Durchführung wird Miles getötet …

## Miles Errant
- Miles Errant, 2002 (Sammelband)
 SB 04: Der Doppelgänger, Heyne, 2005, ISBN 3-453-52106-4

| - "The Borders of Infinity" - Brothers in Arms - Mirror Dance |

## Memory
- Memory, 1996 (Roman)
 Viren des Vergessens, Heyne, 2000, ISBN 3-453-17097-0
 Viren des Vergessens, enthalten im Sammelband: Die Revolte

| Award  | Kategorie | Platz     |
| ------ | --------- | --------- |
| Hugo   | Roman     | nominiert |
| Locus  | SF-Roman  | 3         |
| Nebula | Roman     | nominiert |

Miles erfährt eine abrupte Veränderung seiner Karriere und muss eine Intrige innerhalb des Kaiserlichen Sicherheitsdienstes aufklären.

## Komarr
- Komarr, 1998 (Roman)
 Komarr, Heyne, 2001, ISBN 3-453-21354-8 (geplant, aber nicht veröffentlicht)
 Komarr, enthalten im Sammelband: Die Revolte

| Award         | Kategorie             | Platz    |
| ------------- | --------------------- | -------- |
| Locus         | SF-Roman              | 15       |
| Premio Italia | internationaler Roman | Gewinner |

In der Umlaufbahn von Komarr hat es eine Kollision gegeben. Aber der vermeintliche Unfall entpuppt sich als lang geplante Verschwörung gegen Barrayar …

## Die Revolte
- SB 05: Die Revolte, Heyne, 2005, ISBN 3-453-52122-6 (Sammelband)

| - Viren des Vergessens (orig. Memory) - Komarr (orig. Komarr) |

Bei diesem Sammelband handelt es sich um eine Originalzusammenstellung des Heyne-Verlags.

## A Civil Campaign
- A Civil Campaign, 1999 (Roman)
 Botschafter des Imperiums, enthalten im Sammelband: Der Botschafter

| Award    | Kategorie | Platz     |
| -------- | --------- | --------- |
| Hugo     | Roman     | nominiert |
| Locus    | SF-Roman  | 4         |
| Nebula   | Roman     | nominiert |
| Sapphire | Roman     | Gewinner  |

Miles macht der Lady Ekaterin den Hof. Dabei kommt es zu allerlei Verwicklungen und Intrigen.

## "Winterfair Gifts"
- "Winterfair Gifts", 2004 (Erzählung)
 "Geschenke zum Winterfest", enthalten im Sammelband: Der Botschafter

| Award    | Kategorie | Platz     |
| -------- | --------- | --------- |
| Hugo     | Erzählung | nominiert |
| Sapphire | Kurzform  | nominiert |

Miles und Ekaterin treffen Hochzeitsvorbereitungen. Doch nicht alle Geschenke sind das, was sie zu sein scheinen …

## Miles in Love
- Miles in Love, 2008 (Sammelband)

| - Komarr - A Civil Campaign - "Winterfair Gifts" |

Dieser Sammelband ist nicht auf Deutsch erschienen.

## Diplomatic Immunity
- Diplomatic Immunity, 2002 (Roman)
 Diplomatische Verwicklungen, enthalten im Sammelband: Der Botschafter

| Award  | Kategorie | Platz     |
| ------ | --------- | --------- |
| Locus  | SF-Roman  | 23        |
| Nebula | SF-Roman  | nominiert |

Miles und seine Frau werden zu einem Vorfall auf die Quaddie-Station „Graf“ beordert. Mit der Aufklärung muss er sich beeilen, denn ein interstellarer Krieg zeigt sich am Horizont …

## Miles, Mutants and Microbes
- Miles, Mutants and Microbes, 2007 (Sammelband)

| - Falling Free - "Labyrinth" - Diplomatic Immunity |

Dieser Sammelband ist nicht auf Deutsch erschienen.

## Der Botschafter
- SB 06: Der Botschafter, Heyne, 2006, ISBN 3-453-52127-7 (Sammelband)

| - Botschafter des Imperiums (orig. A Civil Campaign) - "Geschenke zum Winterfest" (orig. "Winterfair Gifts") - Diplomatische Verwicklungen (orig. Diplomatic Immunity) |

Bei diesem Sammelband handelt es sich um eine Originalzusammenstellung des Heyne-Verlags.

## Captain Vorpatril’s Alliance
- Captain Vorpatril’s Alliance, 2012 (Roman)

| Award | Kategorie | Platz     |
| ----- | --------- | --------- |
| Hugo  | Roman     | nominiert |

Im Gegensatz zu den meisten Romanen der Serie ist hier nicht Miles Vorkosigan, sondern dessen Cousin Ivan Vorpatril die Hauptfigur.
Dieser Roman ist bisher nicht auf Deutsch erschienen.

## CryoBurn
- CryoBurn, 2010 (Roman)

| Award | Kategorie | Platz     |
| ----- | --------- | --------- |
| Hugo  | Roman     | nominiert |
| Locus | SF-Roman  | 2         |

Dieser Roman ist bisher nicht auf Deutsch erschienen.

## Gentleman Jole and the Red Queen
- Gentleman Jole and the Red Queen, 2016 (Roman)

Dieser Roman ist bisher nicht auf Deutsch erschienen.